# 832 (číslo)
Osm set třicet dva je přirozené číslo, které následuje po čísle osm set třicet jedna a předchází číslu osm set třicet tři. Římskými číslicemi se zapisuje DCCCXXXII.

## Matematika
832 je:
- Abundantní číslo
- Nešťastné číslo
- Nepříznivé číslo

## Astronomie
- (832) Karin je planetka hlavního pásu, kterou objevil v roce 1916 Max Wolf
- GJ 832 je červený trpaslík v souhvězdí Jeřába

## Roky
- 832
- 832 př. n. l.